# To skomplikowane
To skomplikowane (ang. It's Complicated) – amerykańska komedia romantyczna z 2009 roku napisana i wyreżyserowana przez Nancy Meyers, z Meryl Streep, Alekiem Baldwinem i Steve'em Martinem w rolach głównych. Debiutując 25 grudnia 2009 roku w USA, film okazał się sukcesem kasowym, zarabiając ponad 112 mln dolarów na rynku amerykańskim i kolejne 102 mln dolarów na rynkach zagranicznych (w tym, równo milion w Polsce).

## Opis fabuły
Główną bohaterką jest Jane (Meryl Streep), dojrzała, rozwiedziona od blisko 10 lat kobieta, właścicielka cukierni i matka Luke'a, Gabby i Lauren. W przeddzień ceremonii rozdania dyplomów swojego syna, Luke'a, spędza upojną noc ze swoim byłym mężem, rozbudzając na nowo jego uśpione uczucia. Romans pozostaje jednak w tajemnicy, ponieważ Jake ponownie się ożenił. W tym samym czasie, na horyzoncie Jane pojawia się Adam, jej nowy architekt, przygotowujący rozbudowę domu. Konkurencja między adoratorami oraz motyw niezależności kobiety są głównymi wątkami filmu.

## Obsada
- Meryl Streep jako Jane Adler, była żona Jake'a
- Steve Martin jako Adam Schaffer, architekt
- Alec Baldwin jako Jake Adler, były mąż Jane
- Hunter Parrish jako Luke Adler, syn Jake'a i Jane
- Zoe Kazan jako Gabby Adler, córka Jane i Jake'a
- Caitlin Fitzgerald jako Lauren Adler, córka Jane i Jake'a
- Lake Bell jako Agness Adler, druga żona Jake'a
- John Krasinski jako Harley
- Mary Kay Place jako Joanne
- Rita Wilson jako Trisha
- Alexandra Wentworth jako Diane
- James Patrick Stuart jako Dr Moss
- Blanchard Ryan jako Annalise
- Michael Rivera jako Eddie
- Robert Curtis Brown jako Peter
- Peter Mackenzie jako Dr Alan
- Rosalie Ward jako Alex

## Nagrody
Złote Globy 2009
- nominacja: najlepszy film komediowy lub musical
- nominacja: najlepsza aktorka filmie komediowym lub musicalu − Meryl Streep
- nominacja: najlepszy scenariusz − Nancy Meyers

Nagrody BAFTA 2009
- nominacja: najlepszy aktor drugoplanowy − Alec Baldwin

Nagroda Satelita 2009
- nominacja: najlepszy film komediowy lub musical